# Leif Pedersen
Leif Thomas Foldager "Pedda" Pedersen, född 19 februari 1962, är en svensk frilansande sångare, gitarrist, och gitarrlärare. 
Pedersen har växt upp på Hönö i Öckerö kommun och var under många år gitarrlärare på Nordiska folkhögskolan i Kungälv.
Han spelar bohuslänsk och irländsk folkmusik samt blues. Han har haft uppdrag för Musik i väst, Göteborgs kommun och Smålands Musik och Teater och spelat på olika visfestivaler i Sverige och Finland, bland annat Västervik och Hangö visfestivaler. Han har också medverkat på inspelningar och föreställningar med Carl-Einar Häckner. Pedersen har en bred repertoar med bland annat visor av Evert Taube, Bellman, Cornelis Vreeswijk, Bob Dylan, Beatles, med flera. Han har varit med i gruppen Kalle Storm och är idag med i musikgrupperna Trad.nu, The Bogside Band och Peddas bluesband.

## Diskografi
- 2006 Supa klockan över tolv, tillsammans med cellisten Mats Lindberg (Eld Records)

## Utmärkelser
- 1998 Evert Taube-stipendiet
- 2000 Thomas Utbults stipendiefond
- 2005 Öckerö kulturstipendium